# Puchar Regionów UAF
Puchar Regionów UAF (ukr. Кубок регіонів УАФ) – cykliczne rozgrywki piłkarskie o charakterze pucharowym amatorskich drużyn z Ukrainy, zwycięzca których kwalifikuje się do rozgrywek Pucharu Regionów UEFA. Pierwszy raz odbył się w 2015 roku i od tego czasu odbywa się co dwa lata.

## Historia
Pierwsza edycja rozgrywek o Puchar Ukraińskiego Związku Piłki Nożnej (do 2021 FFU, potem UAF) odbyła się w sezonie 2015/16. 30 sierpnia 2016 na stadionie Kołos w Boryspolu spotkały się reprezentacje obwodu kirowohradzkiego i obwodu lwowskiego. Mecz zakończył się zwycięstwem obwodu kirowohradzkiego z wynikiem 2:0. Zwycięzca turnieju miał reprezentować Ukrainę w rozgrywkach Pucharu Regionów UEFA 2017. 
Do 2015 roku przed wprowadzeniem tych rozgrywek Ukrainę w Pucharze Regionów UEFA reprezentował zwykle zwycięzca ukraińskiej ligi amatorskiej (czasami zwycięzca amatorskich rozgrywek pucharowych). W 2015 roku Ukraińska Federacja Piłki Nożnej zorganizowała odrębny turniej dla drużyn piłkarskich reprezentacyjnych obwody Ukrainy. Nowy turniej nie jest częścią Amatorskiego Związku Piłki Nożnej Ukrainy (AAFU).

## Format
Format rozgrywek opiera się na systemie pucharowym. Obecnie do rozgrywek są dopuszczane wszystkie drużyn piłkarskich reprezentacyjnych obwody Ukrainy. Wszystkie rywalizacje od rundy wstępnej do finału składają się z jednego meczu. Gospodarz meczu jest wyznaczany przez losowanie. Zwycięzca kwalifikuje się do dalszych gier, a pokonany odpada z rywalizacji. W wypadku kiedy w regulaminowym czasie gry padł remis zarządza się dogrywkę, a jeśli i ona nie przyniosła rozstrzygnięcia, to dyktowane są rzuty karne. Rozgrywki składają się z dwóch etapów: etapu kwalifikacyjnego z rundą wstępną, po którym następuje turniej główny: 1/8 finału, ćwierćfinałów, półfinałów i finału.

## Puchar Regionów UAF
| Sezon                                         | K | K | T | Zwycięzca             | Wynik   | Finalista     | Data, miejsce                       | Br. | Król strzelców | Uwagi          |
| Puchar Regionów FFU (ukr. Кубок регіонів ФФУ) |   |   |   |                       |         |               |                                     |     |                |                |
| 2015/16                                       |   |   | 1 | Obwód kirowohradzki   | 2:0     | Obwód lwowski | 30.08.2016, Boryspol, stadion Kołos | ?   | ?              | 25 klubów      |
| 2018                                          |   |   | 1 | Obwód lwowski         | 2:1     | Obwód sumski  | 23.06.2018, Kijów, stadion NTK      | ?   | ?              | 26 klubów      |
| 2020                                          |   |   |   |                       |         |               |                                     |     |                | nie rozgrywano |
| Puchar Regionów UAF (ukr. Кубок регіонів УАФ) |   |   |   |                       |         |               |                                     |     |                |                |
| 2022                                          |   |   | 1 | Obwód iwanofrankiwski | 3:2 pd. | Obwód lwowski | 15.08.2022, Kijów, stadion NTK      | ?   | ?              | 10 klubów      |

## Statystyka

### Klasyfikacja według obwodów
W dotychczasowej historii oficjalnych rozgrywek o Puchar Regionów UAF na podium oficjalnie stawało w sumie 4 drużyn. Liderem klasyfikacji są reprezentacje obwodów kirowohradzkiego, lwowskiego i iwanofrankiwskiego, którzy zdobyli po 1 tytule.
| Lp. | Reprezentacja         | Zdobywca | Finalista     | Zwycięskie sezony | Przegrane finały |   |   |      |               |
| --- | --------------------- | -------- | ------------- | ----------------- | ---------------- | - | - | ---- | ------------- |
| Lp. | Reprezentacja         | 1.       | Obwód lwowski | Zwycięskie sezony | Przegrane finały | 1 | 2 | 2018 | 2015/16, 2022 |
| 2.  | Obwód iwanofrankiwski | 1        | 0             | 2022              |                  |   |   |      |               |
| 2.  | Obwód kirowohradzki   | 1        | 0             | 2015/16           |                  |   |   |      |               |
| 4.  | Obwód sumski          | 0        | 1             |                   | 2018             |   |   |      |               |